# County Cricket Ground (Hove)
Der County Ground oder auch 1st Central County Ground ist ein Cricket-Stadion in der englischen Stadt Hove. Das Stadion dient als Heimstätte des Sussex County Cricket Club.

## Geschichte
Die Spielfläche befindet sich auf einem ehem. Gerstenfeld, dass 1871 vom County Cricket Club erworben wurde und in ein Cricketfeld umgewandelt wurde. Das erste Spiel fand hier 1872 gegen Kent statt.

## Kapazität und Infrastruktur
Derzeit hat das Stadion eine Kapazität von 7.000 Sitzplätzen und ist mit acht Flutlichtmasten ausgestattet. Die beiden Ends heißen Cromwell Road End und Sea End.

## Nutzung
Neben der Verwendung im County Cricket wurden hier bisher einmal ein internationales Spiel ausgetragen. So wurden hier beim Cricket World Cup 1999 eine Vorrunden-Partie ausgespielt.